# Skupisko Poissona

Kiedy punkty są rozrzucone jednostajnie ale losowo na płaszczyźnie, pewne ich skupiska występują w sposób nieunikniony

Skupisko Poissona, skupienie Poissona – zjawisko, w którym losowe zdarzenia mogą wyglądać na występujące w klastrach, skupiskach czy grupach, jeśli obserwujemy tylko pewien wycinek przestrzeni. 
Zwane również "wybuchem (serią) Poissona (ang. Poisson burst), nagłym wzrostem zgodnym z rozkładem Poissona". 
Dobre opisy losowych niezależnych rzadkich zdarzeń zachodzących w naturze daje proces Poissona, jego cechą jest, że zdarzenia te wyglądają na zachodzące w skupiskach w czasie i/lub przestrzeni, po czym skupiska te mogą zanikać. Opisy te są poprawne, gdy nie obserwuje się innych niż założenia tego rozkładu, przyczyn wzrostu lub spadku częstotliwości, w przeciwnym przypadku nieokreślonych skupisk zdarzeń nie da się wyjaśnić, prognozować za jego pomocą, np. w przypadku trzęsień ziemi występuje dodatkowa przyczyna skupisk (lokalna, zależna od czasu, aktywność sejsmiczna powodująca lokalne wstrząsy wtórne), w tym przypadku proponowany jest rozkład Weibulla.

## Zastosowania
Wykorzystywane do wyjaśniania (i prognozowania) wzrostów i spadków w częstotliwości wielu zdarzeń takich jak np. "koincydencje", narodziny, powtórzenia w wynikach rzutów monetą, ataki rekinów czy ruch w sieciach komputerowych (w tym napływ korespondencji emailowej).